# Rerum Germanicarum libri tres
Rerum Germanicarum libri tres (« Histoire de l'Allemagne en trois livres ») est un traité historique de l'humaniste et historien de la Renaissance Beatus Rhenanus publié en 1531 à Bâle.
Créé pendant la Diète d'Empire à Augsbourg en 1530, il est écrit en latin.
Dans l'historiographie moderne, le traité de Rhenanus est considéré comme une étape importante pour l'étude de l'histoire allemande car c'est le premier ouvrage historique de l'âge moderne basé sur l'étude des sources primaires. Le traité est divisé en trois livres : le premier comprend des essais sur l'histoire, la géographie et la langue de l'Allemagne ancienne, dont les informations sont tirées de sources anciennes, le deuxième livre est principalement consacré à l'histoire des Francs, tandis que le troisième livre est consacré à la Rhénanie et à la ville de Sélestat où Rhenanus est né et où il est à l'origine de la Bibliothèque humaniste.
Jusqu'à la fin du XVIIe siècle, il connut cinq réimpressions, une édition scientifique moderne avec une traduction allemande fut entreprise en 2008 à Tübingen.